# Emplacement

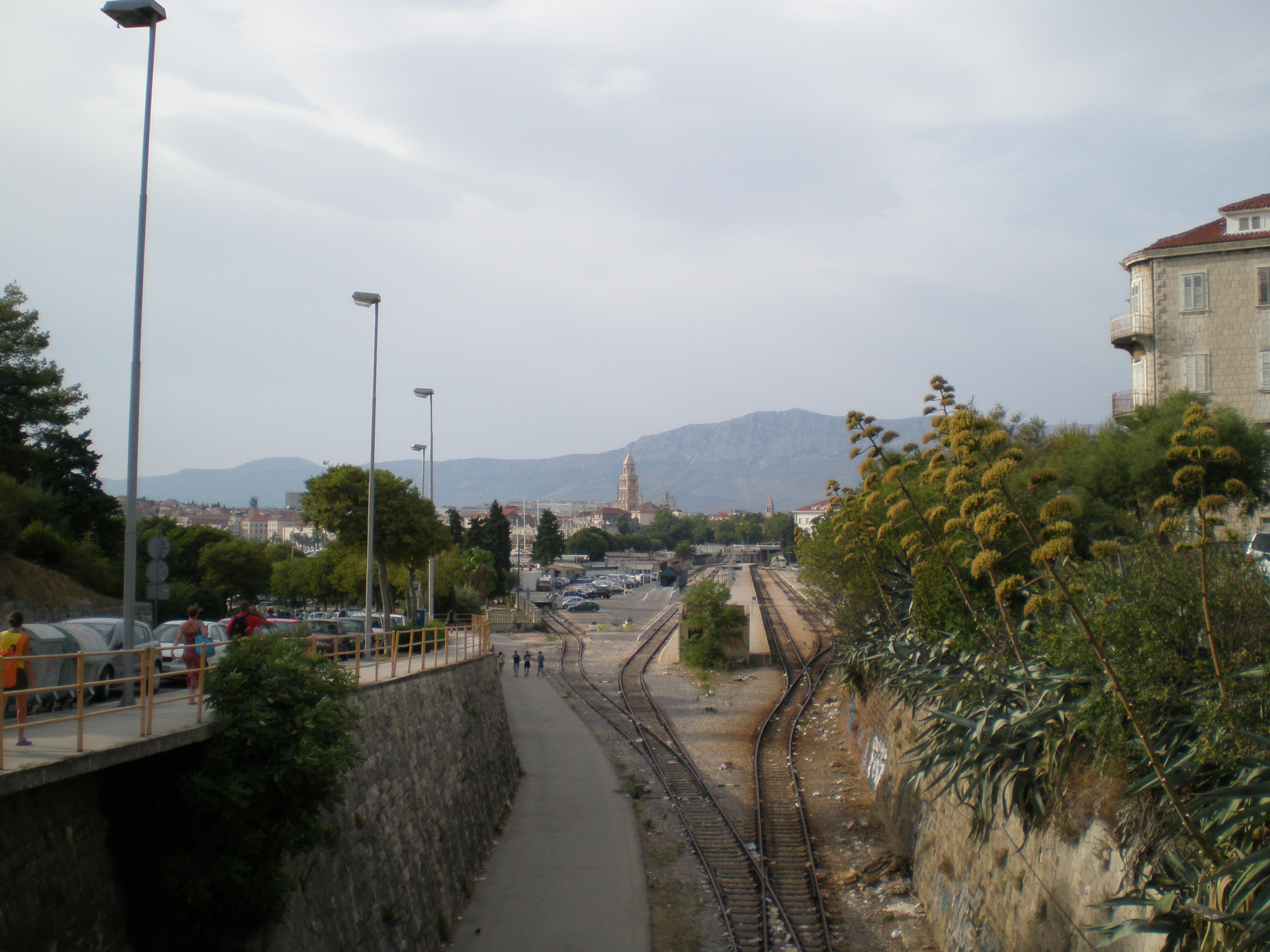
Spoorwegemplacement van het Station Split

Een emplacement is een opstelplaats die is voorbereid voor de plaatsing van een inrichting of bouwwerk, of voor het verrichten van een dienst. Vaak wordt gedoeld op plaatsing van geschut of van spoorwegmaterieel.

## Spoorwegemplacement
Een spoorwegemplacement is een terrein dat voorzien is van minimaal twee sporen en een wissel. Een spoorwegemplacement kan ook heel groot zijn. Spoorwegemplacementen hebben vaak specifieke functies.

### Inhaal-, passeer- of kruisingsspoor
Een stukje dubbel spoor op een grotendeels enkelsporige lijn voor het kruisen of inhalen  van treinen.

### Stationsemplacement
Een emplacement bij een stationsgebouw en/of andere voorzieningen voor reizigers is een spoorwegstation. Het emplacement heeft aantal sporen met perrons om het in en uitstappen van reizigers te vergemakkelijken.

### Een laad- en losplaats of terminal
Voor het laden en lossen van goederen in spoorwagons. Grote emplacementen voor het laden en lossen worden overslagterreinen of terminals genoemd.

### Een opstelterrein
Een opstelterrein is een emplacement voor het opstellen ofwel parkeren van spoorwegmaterieel.

### Rangeerterrein
Een rangeerterrein is een emplacement dat is ingericht voor het rangeren met goederentreinen, dat wil zeggen een of meer goederentreinen te splitsen in delen met dezelfde bestemming, en met de delen met dezelfde bestemming weer nieuwe goederentreinen samen te stellen. In België wordt of werd dit een vormingsstation genoemd.

## Verwijzingen
1. ↑  Spoorlijn Leeuwarden - Groningen (- Dld). Werkgroep spoor in Friesland (WgSiF). Gearchiveerd op 14 mei 2019. Geraadpleegd op 14 mei 2019. “Doordat het passeerspoor slechts een beperkte lengte heeft is Hardegarijp ongeschikt om treinen elkaar te laten passeren: door de korte lengte van het passeerspoor zal ten minste een van de treinen moeten stilstaan of zeer langzaam rijden”
2. ↑  Openbare laad- en losplaatsen. RailCargo. Gearchiveerd op 14 mei 2019. Geraadpleegd op 14 mei 2019. “Openbare laad- en losplaatsen zijn handig voor bedrijven die goederen per spoor willen ontvangen of verzenden maar die geen eigen spooraansluiting hebben. Via een in de buurt gelegen openbare laad- en losplaats is gebruik van het spoor toch mogelijk.”